# Ilijan Georgiew
Ilijan Todorow Georgiew (bg. Илиян Тодоров Георгиев; ur. 15 września 1986) – bułgarski zapaśnik walczący w stylu klasycznym. Zajął trzynaste miejsce na mistrzostwach świata w 2009. Dziewiąty na mistrzostwach Europy w 2011. Piąty w Pucharze Świata w 2012 roku.